# Френд, Кевин
Ке́вин Френд (англ. Kevin Friend; родился 8 июля 1971 года в Бристоле) — завершивший карьеру английский футбольный судья. С 2009 по 2022 год обслуживал матчи Премьер-лиги, а также английские национальные кубковые турниры.

## Судейская карьера
Начал судить матчи с 13-летнего возраста, обслуживая матчи в своём родном Лестершире. Судил матчи в лиге Лестершира, Футбольном альянсе Мидленда, после чего был включён в национальный список арбитров. Перед началом сезона 2009/10 был включён в Избранную группу судей. 20 сентября 2009 года отсудил свой первый матч в Премьер-лиге: это была игра между «Вулверхэмптон Уондерерс» и «Фулхэмом». В этой встрече Френд показал две жёлтые карточки.
15 декабря 2009 года показал свою первую красную карточку в Премьер-лиге. Это произошло в матче между «Сандерлендом» и «Астон Виллой». Френд удалил капитана «чёрных котов» Лорика Цана.
В 2009 году Кевин был главным арбитром на финальном матче Вазы Футбольной ассоциации, в котором «Уитли Бэй» обыграл «Глоссоп Норт Энд» со счётом 2:0.
В июле 2012 года был назначен главным арбитром на матч Суперкубка Англии. В матче, который прошёл 12 августа на стадионе «Вилла Парк», встретились «Челси» и «Манчестер Сити». «Сити» одержал победу со счётом 3:2, а Френд отметился удалением Бранислава Ивановича в конце первого тайма.

## Статистика
| Сезон   | Матчи | Всего | за матч | Всего | за матч |
| ------- | ----- | ----- | ------- | ----- | ------- |
| 2003/04 | 27    | 98    | 3,63    | 4     | 0,15    |
| 2004/05 | 37    | 107   | 2,89    | 7     | 0,19    |
| 2005/06 | 21    | 45    | 2,14    | 2     | 0,09    |
| 2006/07 | 34    | 87    | 2,56    | 6     | 0,18    |
| 2007/08 | 41    | 100   | 2,44    | 11    | 0,27    |
| 2008/09 | 46    | 124   | 2,69    | 6     | 0,13    |
| 2009/10 | 34    | 133   | 3,91    | 7     | 0,21    |
| 2010/11 | 33    | 116   | 3,52    | 7     | 0,21    |